# Cornella nord-americana
La cornella nord-americana (Corvus brachyrhynchos) és un passeriforme gran de la família dels Corvidae. És una au comunament trobada per tot Amèrica del Nord.
La cornella americana és una de les moltes espècies de corbs totalment negres, però pot ser-ne distingit d'altres dos, del corb comú (Corvus corax) per la seva grandària i actitud, i del Corvus ossifragus pel seu crit.
Els corbs americans són comuns i adaptables, però són molt susceptibles al Virus del Nil Occidental; en són monitorats com una espècie indicadora. Les transmissions directes del virus de corbs americans als humans no han estat trobades fins avui.

## Taxonomia
Durant molt de temps s'ha considerat l'existència, com a espècie de ple dret, de la Cornella d'Alaska (Corvus caurinus Baird, SF, 1858) que avui es considera la subespècie nord-occidental de la cornella nord-americana, arran treballs de Slager et al. 2020.